# Феодора Саксен-Мейнингенская (1890—1972)
Феодора Карола Шарлотта Мария Аделаида Августа Матильда Саксен-Мейнингенская (нем. Feodora Karola Charlotte Marie Adelheid Auguste Mathilde von Sachsen-Meiningen; 29 мая 1890, Ганновер, Пруссия — 12 марта 1972, Фрайбург-им-Брайсгау) — принцесса Саксен-Мейнингенская, в замужестве великая герцогиня Саксен-Веймар-Эйзенахская.

## Биография
Принцесса Феодора — старший ребёнок в семье принца Фридриха Саксен-Мейнингенского и Аделаиды Липпе-Бистерфельдской, дочери графа Эрнста Липпе-Бистерфельдского.
4 января 1910 года Феодора вышла замуж в Мейнингене за великого герцога Вильгельма Эрнста Саксен-Веймар-Эйзенахского. В 1912 году родился наследник Карл Август Саксен-Веймар-Эйзенахский. После отречения Вильгельма Эрнста в ходе Ноябрьской революции Феодора сопровождала мужа в его ссылке в Силезию.

## Потомки
- София (1911—1988), замужем за Фридрихом Гюнтером Шварцбургским (1901—1971)
- Карл-Август Саксен-Веймар-Эйзенахский (1912—1988), наследный великий герцог Саксонии, женат на Елизавете Вангенхайм-Винтерштайн (1912—2010)
- Бернгард (1917—1986), женат на Фелиситас цу Зальм-Хорстмар
- Георг Вильгельм (1921—2011), женат на Гизеле Ениш (1930—1989)